# Magyarbénye

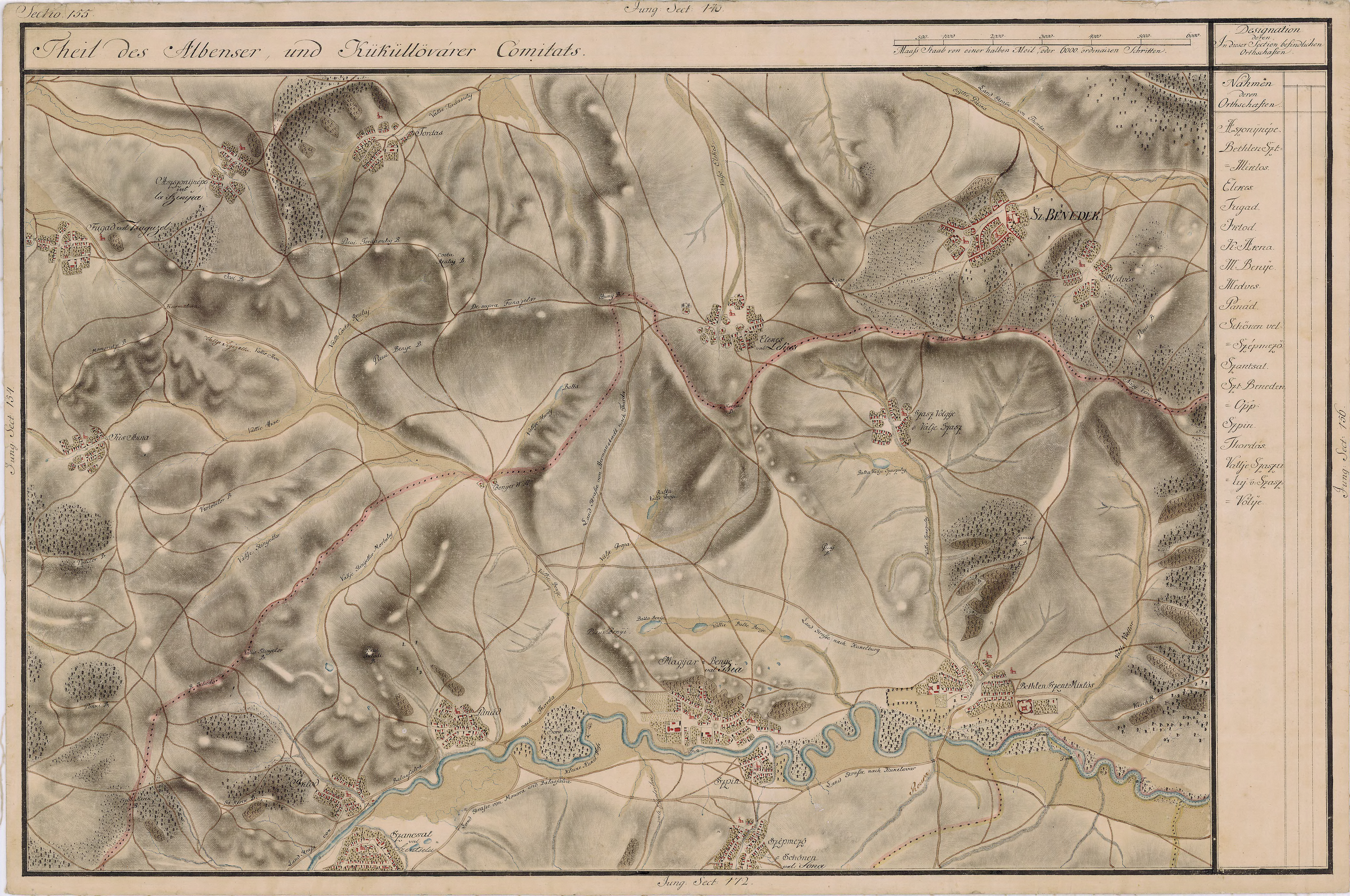
Magyarbénye egy régi térképen

Magyarbénye románul: Biia, település Romániában, Erdélyben, Fehér megyében.

## Fekvése
Dicsőszentmártontól délnyugatra, a Kis-Küküllő jobb partja mellett fekvő település.

## Története
Nevét már 1200 körül említette oklevél az I. István által legyőzött (harmadik) Gyula fiának, Buának nevében, valószínű először az ő szállásbirtoka lehetett itt, később a település e Buáról vehette a nevét. 1346-ban p. Benye, 1431-ben Benyebua, 1474-ben Benye, 1587-ben Beonye néven írták.
1346-ban és 1431-ben Szent Imre tiszteletére szentelt kápolnáját említették: capella in honore. B. Emerici foret constructa formában, mely királyi kézen volt, és 1446-ban I. Lajos király azt Bakoch Istvánnak és társainak adományozta. A vele összetartozó Benyebua részeibe 1431-ben Sztrigyszentimrei Imréné Dicsőszentmártoni Margitot iktatták be. E rész később a mai Bénye területébe olvadt.
Az 1400-as évek közepétől több birtokosa is volt; 1501-ben p. Beenyebwa néven volt említve és a Váradjai, Sztrigyi, Kolonity, Barcsai, Décsei, Dienesi családoké, 1525-ben Wessedi Miklós fia Jánosé, majd a Komjátszegieké lett. 1522-ben Bényei Ádámé, 1525-ben pedig az ugyancsak itt birtokos Vessződi Nagy Miklós Bewnye-i részét nővéreinek ajándékozta.
A trianoni békeszerződés előtt Kis-Küküllő vármegye Hosszúaszói járásához tartozott.
1910-ben 1349 lakosából 1157 román, 188 magyar volt. Ebből 1144 görögkatolikus, 175 református, 16 görögkeleti ortodox volt.